# 瓊安·博福特
瓊安·博福特（英語：Joan Beaufort，1404年—1445年7月15日），蘇格蘭王后，是薩莫塞特伯爵約翰·博福特的女兒、英格蘭國王亨利四世的姪女。

## 家庭
蘇格蘭國王詹姆斯一世在被英格兰俘虏期间爱上了琼安并展开追求。詹姆斯一世获释时，作为英苏和议的一部分，琼安嫁给他为王后。1424年，瓊安與詹姆斯一世結婚，兩人共有1子6女：
1. 瑪格麗特（英语：Margaret Stewart, Dauphine of France）（1424年—1445年）
2. 伊莎貝拉（1426年—約1495年）
3. 瓊安（英语：Joan Stewart, Countess of Morton）（約1428年—1493年）
4. 詹姆斯（1430年—1460年）
5. 埃莉諾（英语：Eleanor of Scotland）（1433年—1480年）
6. 瑪麗（英语：Mary Stewart, Countess of Buchan）（約1434年—1465年）
7. 安娜貝拉（英语：Annabella of Scotland）（約1436年—1509年）

詹姆斯一世於1437年遇害。
詹姆斯二世幼年继位后，琼安作为太后摄政，并领导詹姆斯一世的支持者镇压行刺者。但琼安本是英格兰公主，苏格兰人不乐于被她统治，2个月后她即被迫交权，仅保有对儿子的监护权。1439年以前，詹姆斯二世与母亲和兄弟姐妹们（不包括已经出嫁的大姐法国王太子妃玛格丽特）住在邓巴城堡。1439年，瓊安·博福特與詹姆斯·斯圖亞特結婚，兩人共有三個兒子：
1. 約翰（英语：John Stewart, 1st Earl of Atholl）（約1440年—1512年）
2. 詹姆斯（英语：James Stewart, 1st Earl of Buchan）（1442年—1499年）
3. 安德烈（英语：Andrew Stewart (bishop of Moray)）（約1443年—1501年）

同年8月，斯特灵城堡总管亚历山大·利文斯顿软禁了琼安及其新夫约翰·斯图亚特，迫使他们放弃对詹姆斯二世的监护权后于9月4日释放他们。1445年，道格拉斯/利文斯顿派与琼安王太后的支持者再起冲突，琼安王太后被道格拉斯伯爵围困在邓巴尔城堡期间于7月15日去世。